# Marcel Mule
Marcel Mule (Aube, 24 juni 1901 – Hyères, 18 december 2001) was een Frans klassiek saxofonist. Mule was bekend als een van de grote klassieke saxofonisten waarvoor veel stukken geschreven werden die vervolgens standaardrepertoire werden in het klassieke saxofoonrepertoire.

Niet voor niets kreeg hij de bijnaam 'Le Patron' (de beschermer).

## Biografie
Marcel Mule ontdekte de saxofoon maar ook de viool en piano toen hij 8 jaar was. Hij kreeg les van zijn vader, dirigent van de fanfare in Beaumont-le-Roger.
Mule was eveneens leerling van François Combelle, solist bij het orkest van de Garde républicaine.
Door zijn militaire dienst aan het 5e regiment van infanterie van Parijs uit te voeren was Mule in de gelegenheid om een opleiding aan het Conservatorium van Parijs te volgen. Hij studeerde viool en harmonieleer.
Pas rond 1921 begon Mule zich meer serieus te bekwamen in het saxofoonspel.
In 1923 volgde hij zijn docent Combelle op als solosaxofonist van de Musique de la Garde Républicaine. Daar stichtte hij in 1928 het allereerste saxofoonkwartet, "Le quartour de la musique de la Guarde Republicaine", vanaf 1936 Le Quatuor de saxophones de Paris. In 1951 werd de naam veranderd in Quatuor Marcel Mule. Mule speelde sopraansaxofoon in dit kwartet.
In 1942, 71 jaar nadat de eerste saxofoonklas van Adolphe Sax was geschorst aan het Conservatorium van Parijs, heropende directeur Claude Delvincourt opnieuw een saxofoonklas. Hij stelde Marcel Mule aan als hoofdvakdocent. Gedurende 26 jaar heeft Mule aan deze instelling veel saxofonisten van betekenis opgeleid. In 1968 ging hij met pensioen en werd hij opgevolgd door zijn leerling Daniel Deffayet. Hij stierf in 2001 op 100-jarige leeftijd. 

## Leerlingen
- Jean Arnoult
- Roland Audefroy
- André Beun
- Paul Brodie
- Daniel Deffayet
- Frederick Hemke
- Guy Lacour
- Jean Ledieu
- Jean-Marie Londeix
- Jean-Pierre Magnac
- Jacques Melzer
- Jacques Net
- Michel Nouaux
- Georges Porte
- Ivan Roth
- Eugene Rousseau
- Yochk'O Seffer

## Boeken
- Marcel Mule, his life and the saxophone, Eugene Rousseau, Etoile Music, Shell Lake, Wisconsin (USA), 1980.
- Sax, Mule & Co, Jean-Pierre Thiollet, 2004. ISBN 2-914-266-03-0